# 鉨
鉨，是一種人工合成的化學元素，其化學符號为Nh，原子序數为113。鉨是一種放射性極強的超重元素及錒系後元素，所有同位素的半衰期都很短，非常不穩定，其最長壽的已知同位素是鉨-286，半衰期約10秒。在元素週期表中，鉨位於p區，是第7週期、第13族（硼族）的成員。
2003年，由俄羅斯與美國聯合組成的研究團隊在俄羅斯杜布納聯合原子核研究所（Joint Institute for Nuclear Research, ）首次探測到113號元素；2004年日本埼玉縣和光市的理化學研究所（理研）科學家團隊也有同樣發現。隨後幾年包含美國、德國、瑞典和中國工作的獨立科學家團隊，以及俄羅斯和日本的團隊都認為他們是最初的發現者。2015年，IUPAC / IUPAP聯合工作組確認了該元素，並將該元素的發現和命名權分配給理研，因為他們判斷理研已經證明其比JINR團隊更早觀察到113元素。理研團隊在2016年提出了nihonium的名稱，並於同年獲得批准，而這個名字源自「日本」的日語讀音（汉字：日本/平假名：にほん/罗马字：nihon）。
目前科學家對鉨元素所知甚少，因為它產量稀少，且在合成出的幾秒鐘內就會衰變成其他同位素，目前已知壽命最長的鉨同位素半衰期為9.5秒。雖然鉨同位素壽命短暫，但仍比預計的要長得多。包括鉨在內的一些超重核素的壽命異常地長，原因可由穩定島理論解釋：隨著中子數的增加，越重的鉨同位素越接近理論上的「穩定島」，半衰期也從幾毫秒漸增到幾秒。
根據計算，鉨應該具有與其同族元素硼、鋁、鎵、銦和鉈相似的性質。除硼之外的所有13族元素都是后過渡金屬（貧金屬），而科學家預期鉨也是后過渡金屬。但計算也顯示出鉨和其同族元素有幾個主要差異；例如鉨在+1氧化態下應比+3態更穩定，就像鉈一樣，但在+1態，鉨應該表現得更像銀和砈，而不是鉈。2017年的初步實驗表明，鉨元素的揮發性並不大，其大部分化學性質目前尚未明瞭。

## 概论

### 超重元素的合成
超重元素的原子核是在两个不同大小的原子核的聚变中产生的。粗略地说，两个原子核的质量之差越大，两者就越有可能发生反应。由较重原子核组成的物质会作為靶子，被较轻原子核的粒子束轰击。两个原子核只能在距离足够近的时候，才能聚变成一个原子核。原子核都带正电荷，会因为静电排斥力而相互排斥，所以只有两个原子核的距离足够短时，强核力才能克服这个排斥力并发生聚变。粒子束因此被粒子加速器大大加速，以使这种排斥力与粒子束的速度相比变得微不足道。施加到粒子束上以加速它们的能量可以使它们的速度达到光速的十分之一。但是，如果施加太多能量，粒子束可能会分崩离析。
不过，只是靠得足够近不足以使两个原子核聚变：当两个原子核逼近彼此时，它们通常会融為一體约10−20秒，之後再分開（分開後的原子核不需要和先前相撞的原子核相同），而非形成单一的原子核。这是因为在尝试形成单个原子核的过程中，静电排斥力会撕开正在形成的原子核。每一对目标和粒子束的特征在于其截面，即两个原子核彼此接近时发生聚变的概率。这种聚变是量子效应的结果，其中原子核可通过量子穿隧效應克服静电排斥力。如果两个原子核可以在该阶段之后保持靠近，则多个核相互作用会导致能量的重新分配和平衡。
两个原子核聚变产生的原子核处于非常不稳定，被称为复合原子核的激发态。复合原子核为了达到更稳定的状态，可能会直接裂变，或是放出一些中子来带走激发能量。如果激发能量太小，无法放出中子，复合原子核就会放出γ射线来带走激发能量。这个过程会在原子核碰撞后的10−16秒发生，并创造出更稳定的原子核。原子核只有在10−14秒内不衰变，IUPAC/IUPAP联合工作小组才会认为它是化学元素。这个值大约是原子核得到它的外层电子，显示其化学性质所需的时间。

### 衰变和探测
粒子束穿过目标后，会到达下一个腔室——分离室。如果反应产生了新的原子核，它就会存在于这个粒子束中。在分离室中，新的原子核会从其它核素（原本的粒子束和其它反应产物）中分离，到达半导体探测器后停止。这时标记撞击探测器的确切位置、能量和到达时间。这个转移需要10−6秒的时间，因此原子核需要存在这么长的时间才能被检测到。若衰变發生，衰變的原子核被再次记录，并测量位置、衰变能量和衰变时间。
原子核的稳定性源自于强核力，但强核力的作用距离很短，随着原子核越来越大，强核力对最外层的核子（质子和中子）的影响减弱。同时，原子核会被质子之间，范围不受限制的静电排斥力撕裂。强核力提供的核结合能以线性增长，而静电排斥力则以原子序数的平方增长。后者增长更快，对重元素和超重元素而言变得越来越重要。超重元素理论预测及实际观测到的主要衰变方式，即α衰变和自发裂变都是这种排斥引起的。几乎所有会α衰变的核素都有超过210个核子，而主要通过自发裂变衰变的最轻核素有238个核子。有限位势垒在这两种衰变方式中抑制了原子核衰变，但原子核可以隧穿这个势垒，发生衰变。
放射性衰变中常产生α粒子是因为α粒子中的核子平均质量足够小，足以使α粒子有多余能量离开原子核。自发裂变则是由静电排斥力将原子核撕裂而致，会产生各种不同的产物。随着原子序数增加，自发裂变迅速变得重要：自发裂变的部分半衰期从92号元素铀到102号元素锘下降了23个数量级，从90号元素钍到100号元素镄下降了30个数量级。早期的液滴模型因此表明有约280个核子的原子核的裂变势垒会消失，因此自发裂变会立即发生。之后的核壳层模型表明有大约300个核子的原子核将形成一个稳定岛，其中的原子核不易发生自发裂变，而是会发生半衰期更长的α衰变。随后的研究发现预测存在的稳定岛可能比原先预期的更远，还发现长寿命锕系元素和稳定岛之间的原子核发生变形，获得额外的稳定性。对较轻的超重核素以及那些更接近稳定岛的核素的实验发现它们比先前预期的更难发生自发裂变，表明核壳层效应变得重要。
α衰变由发射出去的α粒子记录，在原子核衰变之前就能确定衰变产物。如果α衰变或连续的α衰变产生了已知的原子核，则可以很容易地确定反应的原始产物。因为连续的α衰变都会在同一个地方发生，所以通过确定衰变发生的位置，可以确定衰变彼此相关。已知的原子核可以通过它经历的衰变的特定特征来识别，例如衰变能量（或更具体地说，发射粒子的动能）。然而，自发裂变会产生各种分裂产物，因此无法从其分裂产物确定原始核素。

## 歷史

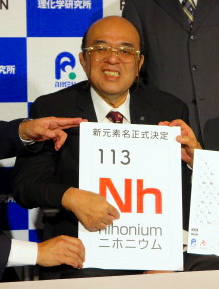
2016年森田浩介召開記者會，宣布Nh（鉨）元素命名成功

### 發現
2003年8月，科學家在鏌的衰變產物中首次探測到鉨。2004年2月1日，一個由俄羅斯杜布納聯合核研究所和美國勞倫斯利福摩爾國家實驗室聯合組成的研究小組發表了這一項發現。
{\displaystyle \,_{20}^{48}\mathrm {Ca} +\,_{95}^{243}\mathrm {Am} \to \,^{288,287}\mathrm {Mc} \to \,^{284,283}\mathrm {Nh} \ }
2004年7月23日，日本理化學研究所（理研；RIKEN）的森田浩介使用209Bi和70Zn之間的冷融合反應，探測到了一個278Nh原子。他們在2004年9月28日發表這項發現。
{\displaystyle \,_{30}^{70}\mathrm {Zn} +\,_{83}^{209}\mathrm {Bi} \to \,_{113}^{279}\mathrm {Nh} ^{*}\to \,_{113}^{278}\mathrm {Nh} +\,_{0}^{1}\mathrm {n} }
實驗結果在2004年得到證實，中國近代物理研究所探測到的266Bh衰變特性和日本理研所探測到的衰變活動特性相同（詳見）。
理研小組在2005年4月2日又合成了一個鉨原子，衰變數據與第一次的不同，但這可能是因為產生了穩定的同核異構體。
美俄合作小組對衰變產物268Db進行化學實驗，進一步證實了鉨的發現。鉨的α衰變鏈半衰期與實驗數據相符。
由于日本科学家未充分观察该元素转化为其他元素的情形，因此这一发现因證據不足而未被承認。日本理研於2012年9月26日第三次宣布合成出了113号元素，方法是利用加速器使锌和铋原子相互碰撞。
2015年12月，IUPAC和IUPAP宣布承认113号元素，并赋予日本理研优先命名权。

### 命名
Ununtrium（Uut）是IUPAC所賦予的臨時系統命名。研究科學家通常只稱之為“元素113”（或E113）。

#### 命名提議
杜布納小組的Dmitriev和理研小組的森田浩介分別對命名Uut進行了提議。國際純粹與應用化學聯合會（IUPAC）及國際純粹與應用物理聯合會（IUPAP）的聯合工作小組將決定哪一方有權進行命名。2011年，IUPAC審核了兩方曾進行的實驗，認為實驗並未符合“發現元素”的標準。
2015年12月31日，理研取得本元素的命名權，並被IUPAC認為Uut符合「發現元素」標準，這也是首次由亞洲國家取得新元素命名權。本元素原本被預計命名為Japonium，符號Jp，跟日本的縮寫一樣，但此命名未被使用，這是因為這個名稱會涉及Jap，一個貶低日本人的詞語，所以日本人拒絕使用此名稱。
以下為曾經提議使用的名稱：
| 提議名稱    | 根據                                                                   |
| ----------- | ---------------------------------------------------------------------- |
| Japonium    | 日本（Japan），小組所處的國家                                          |
| Nihonium    | 日本的日語羅馬字拼法之一                                               |
| Rikenium    | 理研（RIKEN），小組所處的研究所                                        |
| Nishinanium | 仁科芳雄，日本物理學家                                                 |
| Becquerium  | 亨利·貝克勒，法國物理學家（此為俄羅斯提議的名字，原本是給110號元素的） |

2016年6月8日，IUPAC宣佈計劃根據理化學研究所的建議將113號元素命名為「Nihonium」，符號為Nh。此名稱於2016年11月28日正式獲得認可。
此外，日本化學家小川正孝曾於1908年宣佈發現了第43號元素，並將其命名為「Nipponium」（Np），以紀念其本國日本（Nippon）。然而，後來的分析則指出，他所發現的是和43號元素同族的75號元素（即錸），而43號元素鎝則在1936年被人工合成出。

#### 中文名称

Nihonium的簡體中文命名

此元素剛開始被譯為鈤，因為此元素的命名來源自日本的國家名稱，但是因為此名稱違反以西方讀音作為元素中文名稱的習慣，因此並沒有被採用，而由於鈮這名稱已經給了41號元素，所以有人提議以第二個音節來命名，命名為鋐（類似鈧元素的情況），但是由於中文名稱大多數都使用第一個音節，所以這個提議也沒有被採用。2017年1月15日，中華人民共和國全国科学技术名词审定委员会联合国家语言文字工作委员会组织化学、物理学、语言学界专家召开了113号、115号、117号、118号元素中文定名会，通過了將此元素命名為「鿭」（读音同「你」）的方案。
2017年4月5日，中華民國國家教育研究院的化學名詞審譯委員會審譯修正通過之「化學元素一覽表」將此元素命名為。
「鉨」字已收錄在統一碼漢字基本區中，碼位為U+9268。該字有「絡絲」、「絡絲之具」兩意，並兼為繁體字、的異體字。其對應簡化字，已於2018年6月5日正式加入統一碼11.0中，碼位為U+9FED。

## 同位素
| 同位素 | 半衰期 | 半衰期 | 衰变方式 | 发现年份 | 发现方法       |
| 同位素 | 数值   | 来源   | 衰变方式 | 发现年份 | 发现方法       |
| ------ | ------ | ------ | -------- | -------- | -------------- |
| 278Nh  | 2.3 ms | [ 26 ] | α        | 2004年   | 209Bi(70Zn,n)  |
| 282Nh  | 61 ms  | [ 64 ] | α        | 2006年   | 237Np(48Ca,3n) |
| 283Nh  | 123 ms | [ 64 ] | α        | 2004年   | 287Mc(—,α)     |
| 284Nh  | 0.90 s | [ 64 ] | α, EC    | 2004年   | 288Mc(—,α)     |
| 285Nh  | 2.1 s  | [ 64 ] | α, SF    | 2010年   | 289Mc(—,α)     |
| 286Nh  | 12 s   | [ 26 ] | α        | 2010年   | 290Mc(—,α)     |
| 287Nh  | 5.5 s  | [ 65 ] | α        | 1999年   | 287Fl(e−,νe)   |
| 290Nh  | 2 s    | [ 66 ] | α        | 1998年   | 290Fl(e−,νe)   |

目前已知的鉨同位素共有6個，質量數分別為278和282-286，全部都具有極高的放射性，半衰期極短，非常不穩定，且較重的同位素大多比較輕的同位素來的穩定，因為它們更接近穩定島的中心，其中最長壽的同位素為鉨-286，半衰期約12秒，也是目前發現最重的鉨同位素。其他半衰期超過一秒的同位素有鉨-285和未經證實的鉨-287及鉨-290。目前發現的鉨同位素都會發生α衰變形成錀的同位素，但有跡象表明鉨-284也能通過電子捕獲衰變成鎶-284。

## 化學屬性

### 推算的化學屬性

#### 氧化態
鉨預計將為7p系第1個元素，並是元素週期表中13 (IIIA)族最重的成員，位於鉈之下。這一族的氧化態為+III，但由於相對論，7s軌域的穩定性會造成惰性電子對效應，因此它只形成穩定的+I態，Nh+/Nh的标准电极电势更高，預測達到 0.6 V，就如惰性的金屬，難以形成稳定的化學鍵，與銠和釕一樣不易發生反應。

#### 化學特性
鉨的化學特性能從鉈的特性中推算出來。因此，它應該會形成Nh2O、NhF、NhCl、NhBr和NhI。但如果能達到+III態，鉨則應只能形成Nh2O3和NhF3。7p軌域的自旋-軌道分離可能會使−1態也較穩定，類似於Au(−1)（金化物）。

## 外部連結
- 元素鉨在洛斯阿拉莫斯国家实验室的介紹（英文）
- —— 鉨（英文）
- 元素鉨在The Periodic Table of Videos（諾丁漢大學）的介紹（英文）
- 元素鉨在Peter van der Krogt elements site的介紹（英文）
- WebElements.com – 鉨（英文）
- Uut and Uup Add Their Atomic Mass to Periodic Table （页面存档备份，存于）
- Apsidium: Ununtrium 113 Uut
- Discovery of Elements 113 and 115
- Superheavy elements （页面存档备份，存于）
- 3個目の113番元素の合成を新たな崩壊経路で確認，理化学研究所2012年9月25日／相關中文新聞：日研究人員稱第三次合成113號元素[永久]，新華社2012年9月27日